# Такаши Инуј
Такаши Инуј (јап. 乾 貴士; 2. јун 1988) јапански је фудбалер.

## Каријера
Током каријере је играо за Јокохама Ф. Маринос, Серезо Осака, Бохум, Ајнтрахт Франкфурт и Еибар.

## Репрезентација
За репрезентацију Јапана дебитовао је 2009. године. Наступао је на Светском првенству (2018. године) с јапанском селекцијом. За тај тим је одиграо 33 утакмице и постигао 6 голова.

## Статистика
| Јапан  | Јапан   | Јапан  |
| Година | Наступи | Голови |
| ------ | ------- | ------ |
| 2009.  | 1       | 0      |
| 2010.  | 2       | 0      |
| 2011.  | 0       | 0      |
| 2012.  | 3       | 0      |
| 2013.  | 6       | 0      |
| 2014.  | 2       | 2      |
| 2015.  | 5       | 0      |
| 2016.  | 0       | 0      |
| 2017.  | 6       | 0      |
| 2018.  | 6       | 4      |
| Укупно | 31      | 6      |